# Albanoglomus ljubetense
Albanoglomus ljubetense är en mångfotingart som beskrevs av Carl Graf Attems 1926. Albanoglomus ljubetense ingår i släktet Albanoglomus och familjen Glomeridellidae. Inga underarter finns listade i Catalogue of Life.